# Arzobispo de Armagh

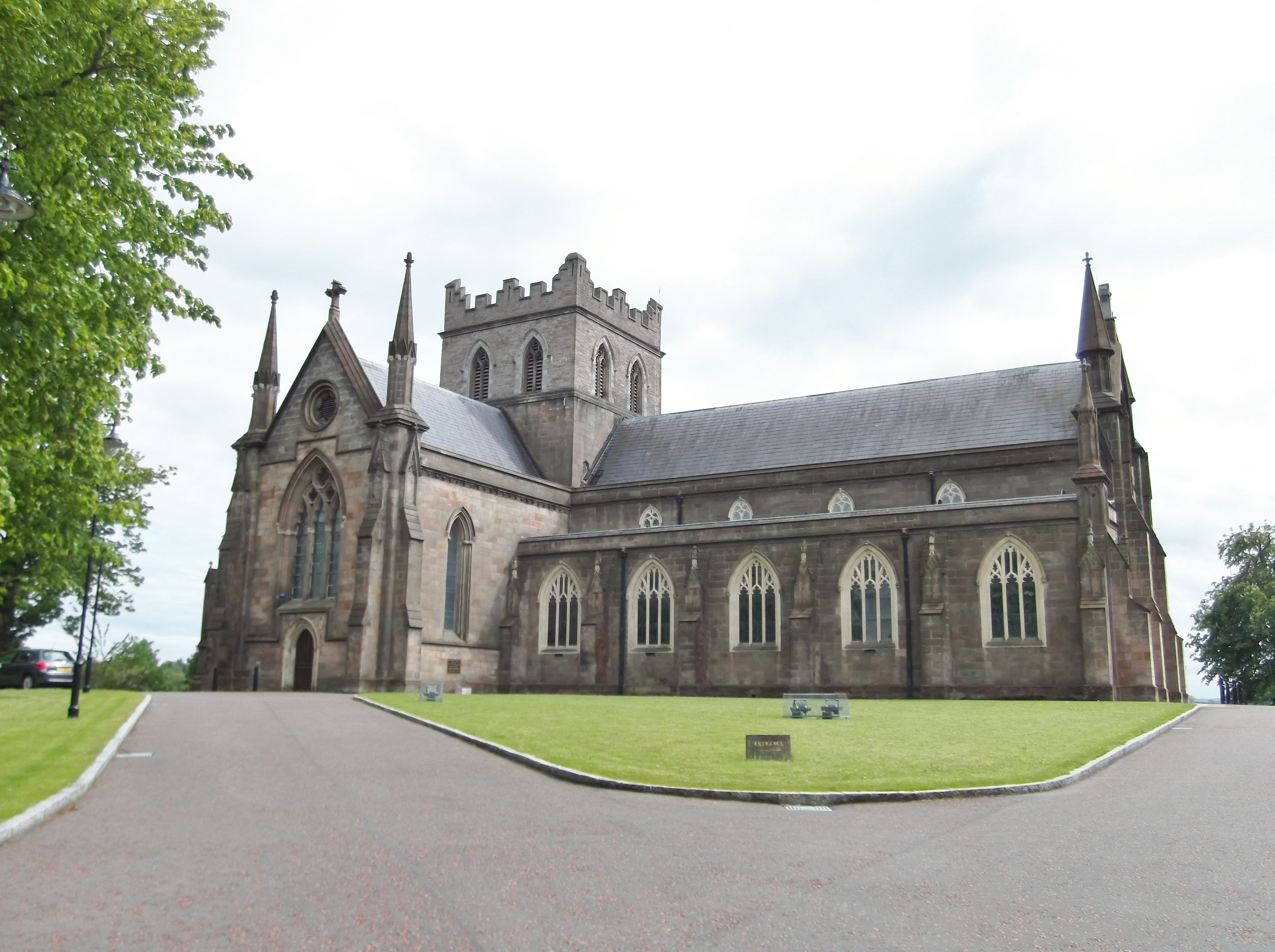
Catedral de la Iglesia de Irlanda de San Patricio, Armagh, sede episcopal de los arzobispos anteriores a la Reforma y de la Iglesia de Irlanda.

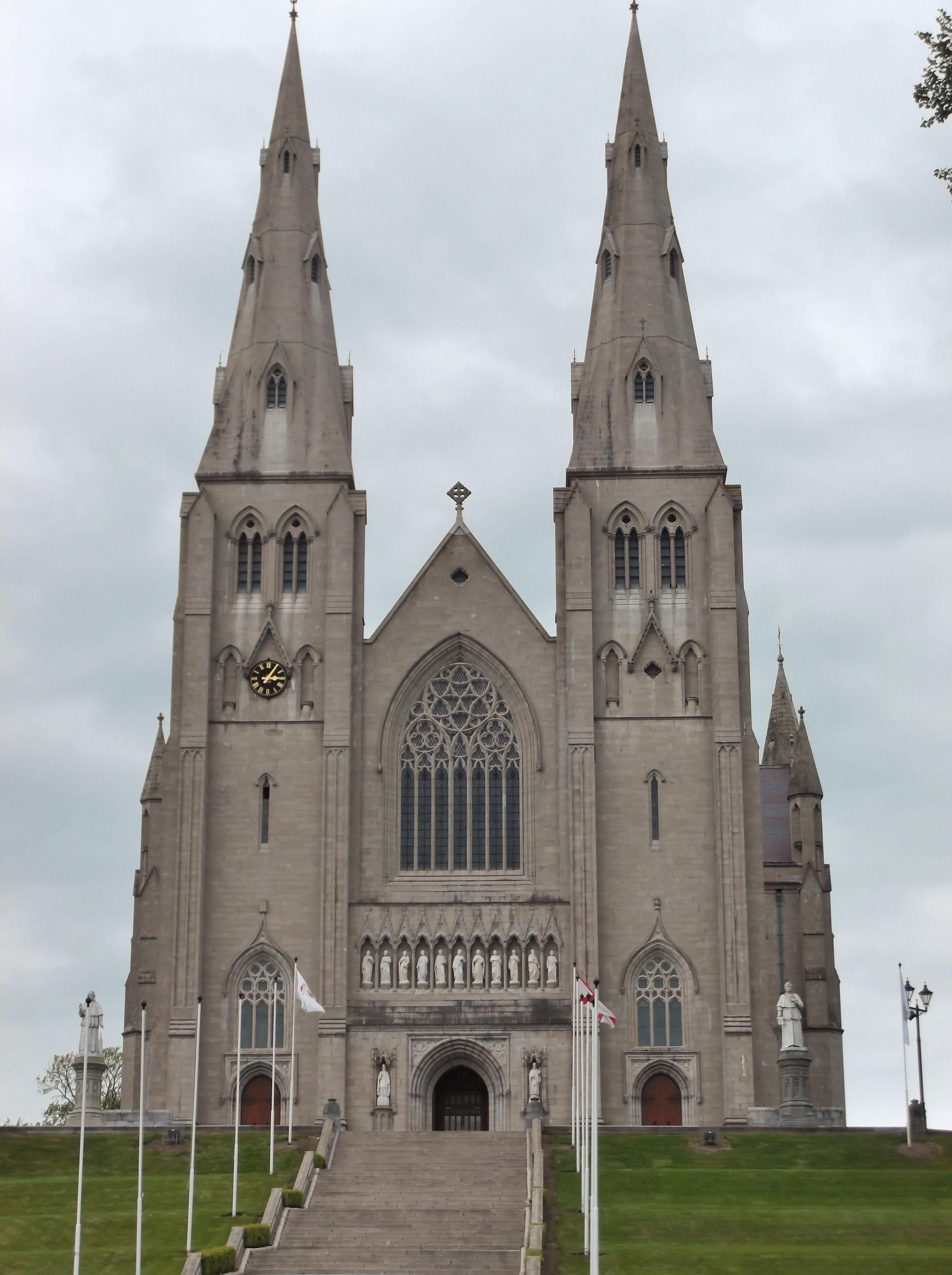
La catedral católica de San Patricio, Armagh, la sede episcopal de los arzobispos católicos posteriores a la Reforma.

El Arzobispo de Armagh es un título arzobispal que toma su nombre de la ciudad de Armagh en Irlanda del Norte. Desde la Reforma, ha habido sucesiones apostólicas paralelas al título: una en la Iglesia Católica y la otra en la Iglesia de Irlanda . El arzobispo de cada denominación también ostenta el título de Primado de toda Irlanda .
En la Iglesia de Irlanda, el arzobispo es John McDowell, quien es el jefe eclesiástico de la Iglesia de Irlanda y el obispo diocesano de la Diócesis de Armagh. Fue elegido arzobispo en marzo de 2020 y trasladado al cargo el 28 de abril de 2020.
En la Iglesia Católica, el arzobispo es Eamon Martin, quien es el jefe eclesiástico de la Iglesia Católica en Irlanda, metropolitano de la Provincia de Armagh y ordinario de la Arquidiócesis de Armagh. Lo sucedió el 8 de septiembre de 2014, después de haber sido ordenado arzobispo coadjutor de Armagh el 21 de abril de 2013 en la Catedral de San Patricio, Armagh .

## Historia
En la iglesia irlandesa medieval, los primeros obispos se duplicaron como abades, y el obispo se convirtió en el menor de las dos posiciones. Desde el siglo VIII, si no fue antes, la casa de Armagh reclamó la fundación de San Patricio, y el abad de Armagh ocupó el cargo de comarba Pátraic ("sucesor de Patricio") hasta que el cargo de abad y obispo se fusionaron nuevamente en el siglo XII, con la creación del arzobispado de Armagh.
| Primeros abades y obispos de Armagh | Primeros abades y obispos de Armagh | Primeros abades y obispos de Armagh |
| Tenencia                            | Ordinario                           | notas |
| ----------------------------------- | ----------------------------------- | --- |
| fechas inciertas                    | San Patricio                        | Fundador del obispado hacia el 444; renunció, pero se desconoce la fecha; murió el 17 de marzo, pero el año es incierto, los Anales de Úlster registran el reposo (es decir, la muerte) de tres obispos del mismo nombre en 457, 461 y 493; también conocido como Patricio o San Patricio.    |
| D. 447/8 (o 457)                    | San Segundo                         | Aparece en la lista del Libro de Leinster; sirvió como asistente del obispo Pátraic; considerado el fundador de Dunshaughlin (Domnach Seachnaill); murió el 27 de noviembre de 447/8 (o 457); también conocido como Seachnaill y St Secundinius.                                              |
| fechas inciertas                    | ( Sen-Fátraico )                    | Ocurre en la lista del Libro de Leinster, pero es posible que no haya existido realmente; su nombre significa "Viejo Patricio"; murió el 24 de agosto, pero no se registró el año, sin embargo, los Anales de Úlster registran el "reposo (es decir, la muerte) del anciano Patricio" en 457. |
| D. 467/8                            | Benigno de Armagh                   | Murió el 9 de noviembre de 467 o 468. |
| D. 481                              | San Iarlaithe mac Treno             | Murió el 11 de febrero de 481; también conocido como San Jarlath. |
| D. 497                              | San Cormac de Armagh                | Llamado obispo y abad; designado heres Patricii en los Anales de Úlster, 'primer abad' en la lista oficial; murió el 17 de febrero de 497. |
| D. 513                              | Dubthach el primero                 | llamado obispo; también conocido como Dubtach. |
| D. 526                              | San Ailill el primero               | llamado obispo; murió el 13 de enero de 526; también conocido como Ailid u Olild. |
| D. 536                              | San Ailill el segundo               | llamado obispo; murió el 1 de julio de 536; también conocido como Ailid. |
| D. 548                              | San Dubthach el segundo             | llamado abad; quizás idéntico al obispo 'Dauid Farannaini' (Dauid mac Guairi ui Farannáin), cuya muerte se adjunta en una mano tardía en los Anales de Úlster en 551; también conocido como Duach, pero vea la entrada de Fiachra mac Colmain .                                               |
| D. 558                              | Santa Fiachra mac Colmain           | llamado abad. |
| D. 578                              | San Fedelmido Encontrar             | llamado abad. |
| D. 588                              | San Carlos                          | llamado obispo; murió el 24 de marzo de 588; también conocido como Cairlan, Ciarláech y Cairellán. |
| D. 598                              | Eochu MacDiarmaid                   | llamado abad; también registrado como Eochaid. |
| D. 610                              | San Senach                          | llamado abad. |
| D. 623                              | San Mac Laisre                      | llamado abad; murió el 12 de septiembre de 623. |
| D. 661                              | San Tommene                         | llamado obispo; murió el 10 de enero de 661; también registrado como St Tommine. |
| D. 688                              | Saint- Ségne                        | llamado obispo; murió el 24 de mayo de 688; después de Ségéne, el Libro de Leinster inserta un Forannán sin nombre con el reinado de 1 año. |
| D. 715                              | San Fland Feblae mac Scandláin      | Llamado abad y obispo. |
| D. 730                              | San Suibne                          | llamado obispo; murió el 21 de junio de 730; también conocido como Suibne nepos mac Crundmaíl o Suibne nepos Mruichessaich. |
| D. 750                              | Congus                              | Llamado obispo (también escriba) |
| Fuente(s):                          |                                     | |

## Abades y obispos tardíos de Armagh

### Abades de Armagh
| Abades posteriores de Amargh | Abades posteriores de Amargh                                             | Abades posteriores de Amargh |
| Tenencia                     | Ordinario                                                                | Notas |
| ---------------------------- | ------------------------------------------------------------------------ | --- |
| d. 758                       | Célé Petair                                                              | también conocido como Céile Petai, o Cele-Peter. |
| d. 768                       | Saint Fer dá Chrích mac Suibni                                           | |
| ? res. c. 772                | Cú Dínaisc mac Conasaig                                                  | murió en 1972 |
| d. 793                       | Dub dá Leithe I mac Sínaig                                               | Miembro del Clann Sinaig. |
| dep. 793                     | Fóendelach mac Móenaig                                                   | Destituido |
| d. 794                       | Airechtach ua Fáeláin                                                    | Murió la misma noche que el obispo Affiath; también conocido como nieto de Fledach. |
| d. 795                       | Fóendelach mac Móenaig (again)                                           | |
| d. 806                       | Gormgal mac Dindataig                                                    | también abad de Coarbd (sucesor); omite de la lista junto con Fland Roí mac Cummascaig, que tomó la abadía por la fuerza (su abuelo, Conchobar, fue asesinado en el 698), rival de Fóendelach; también conocido como mac Dindagaid o mac Indnotaig. |
| d. 807                       | Condmach mac Duib dá Leithe                                              | Miembro del Clann Sinaig; en oposición a los abades Fóendelach y Gormgal; reconocido como coarbd en los Anales de Úlster en 804. |
| d. 808                       | Torbach mac Gormáin                                                      | Murió el 16 de 808. |
| d. 809                       | Toicthech ua Tigernaig                                                   | No en la lista oficial |
| d. 812                       | Saint Nuadu of Loch Uama                                                 | También obispo de Armagh y anacorneta. |
| d. 826                       | Flandgus mac Loingsig                                                    | También Fergus mac Loingsig. |
| destituido 827/8             | Artrí mac Conchobair                                                     | Actuó como abad y Coarb in 818, 823, 825; también fue obispo de Armagh desde 794; murió en833. |
| d. 830                       | (? Suibne mac Forandáin)                                                 | Llamado Abbas duorum mensium en los Anales de Úlster, y abad de Devenish en Chronicon Scotorum; no esen la lista oficial; también conocido como Suibne mac Fairnig.                                                                                 |
| d. 834                       | Eógan Mainistrech mac Ainbthig                                           | También fer léigind de Monasterboice y desde 830 abad de Clonard. |
| d. 852                       | Forindán mac Murgile                                                     | Abad rival de Diarmait ua Tigernáin; también obispo de Armagh y escriba. |
| d. 852                       | Diarmait ua Tigernáin                                                    | Abad rival del anterior abad Forindán mac Murgile. |
| d. 856                       | (? Cathassach)                                                           | Solo en Anales de Inisfallen y en, Anales fragmentarios de Irlanda, pero los Anales de los cuatro maestross lo llaman tigis. |
| d. 874                       | Féthgno mac Nechtain                                                     | También obispo de Armagh; murió el 6 de octubre de 874. |
| deposed 877                  | Máel Cobo mac Crundmaíl                                                  | Destituido 877. |
| deposed 877/8                | Ainmere ua Fáeláin                                                       | Destituido en 877/8, murió en 879. |
| restored 877/8               | Máel Cobo mac Crundmaíl (again)                                          | Restaurado 877/8; los cuatro años asignados a su sucesor Cathassach mac Robartaig, quien murió jubilado en 883, sugiere que la captura de Máel Cobo por los nórdicos en 879 puso fin a su mandato; murió 888 .                                      |
| d. 883                       | Cathassach mac Robartaig                                                 | También obispo Armagh. |
| d. 927                       | Máel Brigte mac Tornáin                                                  | También Coarb de Colum Cille in 891. |
| d. 936                       | Ioseph mac Fathaig                                                       | También obispo de Armagh y anacorneta; también conocido como Joseph . |
| d. 936                       | Máel Pátraic mac Máel Tuile                                              | También obispo de Armagh |
| d. 957                       | Cathassach mac Doilgén                                                   | También obispo de Armagh |
| dep. 965                     | Muiredach mac Fergussa                                                   | Destituido en 965; murió en 966. |
| d. 998                       | Dub dá Leithe II mac Cellaig                                             | Miembro de Clann Sinaig; también Coarb of Colum Cille in 989. |
| resigned 1001                | Muirecén mac Ciaracáin                                                   | De "Ambos dominios" (Bodoney, condado de Tyrone); actuando como Coarb 993; renunció en 1001, murió en 1005. |
| d. 1020                      | Máel Muire mac Eochada                                                   | Miembro del Clann Sinaig; hijo de fer léigind Eochaid ua Flainn (fallecido en 1004) y sobrino del abad Dub dá Leithe II (fallecido en 998); murió en la oficina 1020.                                                                               |
| d. 1049                      | Amalgaid mac Máel Muire                                                  | Miembro del Clann Sinaig |
| d. 1064                      | Dub dá Leithe III Máel Muire                                             | Miembro del Clann Sinaig, también fer léigind desde 1046. |
| d. 1074                      | Cummascach Ua hErodáin                                                   | En oposición Dub dá Leithe III. |
| d. 1091                      | Máel Ísu mac Amalgada                                                    | Sucesor del Clann Sinaig; murió el 18 December 1091. |
| d. 1105                      | Domnall mac Amalgada                                                     | Miembro del Clann Sinaig; murióAugust 1105. |
| d. 1129                      | Cellach of Armagh (Saint Cellach; Irish: Cellach mac Áeda meic Máel Ísu) | Miembro del Clann Sinaig; consagrado obispo de Armagh el 23 de septiembre de 1105 y elevado a arzobispo en 1106; murió el 1 de abril de 1129; también conocido como San Ceallach y Celsus.                                                          |
| 1129 to 1134                 | Muirchertach mac Domnall                                                 | Miembro del Clann Sinaig; murió el 17 de septiembre de 1134; también conocido como Maurice MacDonald o Murrough. |
| resigned 1137                | Niall mac Áeda meic Máel Ísu                                             | Miembro del Clann Sinaig; murió en 1139 |
| Fuentes:                     |                                                                          | |

### Obispos de Armagh
| Obispos posteriores de Armagh | Obispos posteriores de Armagh | Obispos posteriores de Armagh |
| Tenencia | Ordinario                     | notas |
| --- | ----------------------------- | --- |
| D. 794 | Declaración                   | Murió la misma noche que el abad Airechtach (ver arriba). |
| D. 812 | San Nuadu de Loch Uama        | También abad de Armagh y anacoreta. |
| D. 833 | Artrí mac Conchobair          | obispo de Armagh desde 794; actuó como abad y Coarb (o posiblemente en nombre de Flandgus) en 818, 823, 825; murió 833. |
| D. 852 | Forindán mac Murgile          | También abad de Armagh. |
| D. 863 | Máel Pátraic mac Findchon     | |
| D. 874 | Féthgno mac Nechtain          | También abad de Armagh. |
| D. 883 | Cathassach mac Robartaig      | También abad de Armagh. |
| D. 893 | Mochtae daltae Féthgno        | También escriba y anacoreta. |
| D. 895 | mael aithgin                  | |
| D. 903 | Cellach mac Sóergussa         | También anacoreta. |
| D. 915 | Máel Ciaráin mac Eochocáin    | |
| D. 936 | Ioseph mac Fathaig            | También abad de Armagh y anacoreta; también conocido como José. |
| D. 936 | Máel Pátraic mac Máel Tuile   | También abad de Armagh. |
| D. 957 | Cathassach mac Doilgén        | También abad de Armagh. |
| D. 967 | Cathassach mac Murchadáin     | |
| D. 994 | Máel Muire mac Scandláinn     | |
| D. 1006 | Airmedach Mac Coscraig        | |
| D. 1012 | ( ? Cenn Fáelad Sabaill )     | Anacoreta; dijo que era un 'peregrino', y probablemente no era obispo de Armagh. |
| D. 1032 | mael tuile                    | |
| D. 1056 | Áed Ua Forréid                | Puede haber renunciado al obispado cuando se convirtió en fer léigind (es decir, Lector ) en 1049. |
| D. 1096 | Máel Pátraic mac Airmedaig    | |
| D. 1106 | Cáenchomrac Ua Baigill        | Consagrada el 29 de mayo de 1099. |
| Después de que la sede fuera elevada a arzobispado en 1106, los Anales de Úlster registran tres obispos más de Armagh, pero probablemente gobernaron la sede de Cinél nEógain (Ardstraw/Maghera), que más tarde se convirtió en la sede de Derry . |                               | |
| 1107 a 1122 | Máel Coluim Ua Broicháin      | Obispo labrado de Ard Macha; probablemente combinó los deberes como obispo bajo el antiguo régimen con el cuidado diocesano sobre la sede de Cinél nEógain; consagrado el 13 de septiembre de 1107; Murió en Derry en 1122.                                        |
| D. 1139 | Máel Brigte Ua Broicháin      | Obispo labrado de Ard Macha; probablemente combinó los deberes como obispo bajo el antiguo régimen con el cuidado diocesano sobre la sede de Cinél nEógain; murió el 29 de enero de 1139.                                                                          |
| D. 1186 | Amlaim Ua Muirethaig          | Llamado "obispo de Ard-Macha y Cenel-Feradhaigh"; parece ser considerado como Coarb de San Patricio en el Libro de Leinster ; probablemente gobernó la sede de Cinél nEógain; murió en Cenél Feradaig Cruthnai, condado de Londonderry en 1185; enterrado en Derry |
| Fuente(s): |                               | |

## Arzobispos anteriores a la Reforma
| Arzobispos de Armagh antes de la Reforma | Arzobispos de Armagh antes de la Reforma | Arzobispos de Armagh antes de la Reforma                                  | Arzobispos de Armagh antes de la Reforma |
| From                                     | Until                                    | Ordinary                                                                  | Notes. |
| ---------------------------------------- | ---------------------------------------- | ------------------------------------------------------------------------- | --- |
| 1105                                     | 1129                                     | Cellach of Armagh Irish: Cellach mac Áeda meic Máel Ísu                   | Abad de Armagh; obispo consagrado el 23 de septiembre de 1105; elevado a arzobispo en 1106; murió el 1 de abril de 1129; también conocido como San Ceallach y Celsus. |
| 1129                                     | 1132/34                                  | Vacante                                                                   | Vacante |
| 1132/34                                  | 1136/37                                  | Saint Malachy Irish: Máel Máedóc Ua Morgair                               | Se convirtió en obispo de Down y Connor en 1124; elegido y consagrado arzobispo de Armagh en 1132 e instalado hasta 1134; renunció a las sedes de Armagh y Connor en 1136 o 1137, pero retuvo a Down hasta su muerte el 2 de noviembre de 1148; canonizado por el Papa Clemente III el 6 de julio de 1199; también conocido como Malachy O'Morgair, Malachy O' More y Malachias. |
| 1137                                     | 1174                                     | Gilla Meic Liac mac Diarmata                                              | Elegido y consagrado 1137; murió el 27 de marzo de 1174; también conocido como Gelasius. |
| 1174                                     | 1175                                     | Cornelius of Armagh rish: Conchobar mac Meic Con Caille                   | Elegido y consagrado en 1174; murió en 1175; también conocido como St Concors y Cornelius MacConcaille. |
| 1175                                     | 1180                                     | Gilla in Choimded Ua Caráin                                               | Trasladado desde Raphoe; electo y consagradoen. 1175; murió en enero de 1180; también conocido como Gillebertus o Gilbert O'Caran. |
| 1180                                     | 1184                                     | Tommaltach Ua Conchobair Irish: Tommaltach mac Áeda Ua Conchobair         | Electo y consagrado antes de febrero de 1180; renunció in 1184; conocido Thomas O'Conor. |
| 1184                                     | 1186/87                                  | Mael Ísu Ua Cerbaill                                                      | Elegido como obispo de Clogher en 1178 y arbozispo de Armagh en 1184; comanda ambos cambos hasta su muerte en 1266/7; también conocido como Malachias y Maelisu O'Carroll. |
| 1186/87                                  | 1201                                     | Tommaltach Ua Conchobair (again) Irish: Tommaltach mac Áeda Ua Conchobair | Restaurado en 1277, muere en 1201. |
| 1206                                     | 1216                                     | Echdonn Mac Gilla Uidir                                                   | Elegido y consagrado 1202; actuó como obispo sufragáneo en las diócesis de Exeter y Worcester en 1207; murió después del 11 de agosto de 1216; también conocido como Eugene MacGillaweer |
| 1217                                     | 1227                                     | Luke Netterville                                                          | Electo antes de agosto de1217; confirmadoin 1220 y muere el 17 de abril de 1227. |
| 1227                                     | 1237                                     | Donatus Ó Fidabra                                                         | Trasladado desde Clogher en agosto de 1227; muere el 17 de octubre de 1237; also known as Donat Fury, and Donat O'Feery. |
| 1238                                     | 1238                                     | (Robert Archer OP)                                                        | Electo el 4 de abril de 1238, pero nunca consagrado |
| 1239                                     | 1246                                     | Albert Suerbeer OP                                                        | Nombrado antes de marzo de 1239; consagrado el 30 de septiembre de 1240; trasladado a Prusia-Livonia el 10 de enero de 1246; también conocido como Alberic el germano |
| 1247                                     | 1256                                     | Reginald of Bologna OP                                                    | Nombrado y consagrado antes del 28 de octubre de 1247; murió en julio de 1256. |
| 1257                                     | 1260                                     | Abraham Ó Conalláin                                                       | Elected after 20 February 1257; consecrated before 16 March 1258; died 21 December 1260; also known as Abraham O'Connellan. |
| 1261                                     | 1270                                     | Máel Patraic Ua Scannail OP (Anglicised: Patrick O'Scanlan)               | Elegido después del 20 de febrero de 1257; consagrado antes del 16 de marzo de 1258; murió el 21 de diciembre de 1260; también conocido como Abraham O'Connellan. |
| 1270                                     | 1303                                     | Nicol Mac Máel Ísu                                                        | Elegido después del 9 de mayo y confirmado el 14 de julio de 1270; murió el 10 de mayo de 1303; también conocido como Nicholas MacMaelisu. |
| 1303                                     | 1303                                     | (Michael MacLochlainn OFM)                                                | Elegido antes del 31 de agosto de 1303, pero nunca consagrado; más tarde elegido obispo de Derry en 1319. |
| 1303/04                                  | c.1304                                   | (Dionysius)                                                               | Nombrado en 1303 o 1304, pero nunca fue consagrado; renunció en 1304. |
| 1306                                     | 1307                                     | John Taaffe                                                               | Nombrado el 27 de agosto de 1306; murió antes del 6 de agosto de 1307. |
| 1307                                     | 1311                                     | Walter Jorz OP                                                            | Nombrado y consagrado el 6 de agosto de 1307; renunció antes del 13 de noviembre de 1311; también conocido como Walter Joyce. |
| 1311                                     | 1322                                     | Roland Jorz OP                                                            | Nombrado y consagrado el 13 de noviembre de 1311; renunció antes del 22 de agosto de 1322; actuó como obispo sufragáneo en las diócesis de Canterbury en 1323 y York en 1332; también conocido como Roland Joyce. |
| 1323                                     | 1333                                     | Stephen Seagrave                                                          | Nombrado el 16 de marzo de 1323 y consagrado en abril de 1324; murió el 27 de octubre de 1333. |
| 1334                                     | 1346                                     | David Mág Oireachtaigh                                                    | Elegido antes del 4 de julio de 1334 y designado en esa fecha; consagrado antes del 26 de julio de 1334; murió el 16 de mayo de 1346; también conocido en irlandés como David Mageraghty. |
| 1346                                     | 1360                                     | Richard FitzRalph                                                         | Elegido antes del 31 de julio de 1346 y designado en esa fecha; consagrado el 8 de julio de 1347; murió el 16 de noviembre de 1360. |
| 1361                                     | 1380                                     | Milo Sweetman                                                             | Nombrado el 29 de octubre de 1361; consagrada entre el 17 y el 21 de noviembre de 1361; murió el 11 de agosto de 1380. |
| 1381                                     | 1381                                     | (Thomas Ó Calmáin OFM)                                                    | Nombrado el 14 de enero por el Papa Clemente VII. |
| 1381                                     | 1404                                     | John Colton                                                               | Nombrado después de enero de 1381; consagrada en 1381; renunció antes de abril de 1404; murió el 27 de abril de 1404. |
| 1404                                     | 1416                                     | Nicholas Fleming                                                          | Nombrado el 18 de abril y consagrado el 1 de mayo de 1404; nombrado (nuevamente) el 11 de noviembre de 1404; murió después del 22 de junio de 1416. |
| 1416                                     | 1418                                     | Vacante                                                                   | Durante este período, Richard Talbot fue elegido arzobispo de Armagh en 1416, pero no logró la confirmación a tiempo. Más tarde se convirtió en arzobispo de Dublín en 1417. |
| 1418                                     | 1439                                     | John Swayne                                                               | Nombrado el 10 de enero y consagrado c. 2 de febrero de 1418; dimitió el 27 de marzo de 1439; murió antes de octubre de 1442. |
| 1439                                     | 1443                                     | John Prene                                                                | Nombrado el 27 de marzo y consagrado en noviembre de 1439; murió en junio de 1443. |
| 1443                                     | 1456                                     | John Mey                                                                  | Nombrado el 26 de agosto de 1443 y consagrado el 20 de junio de 1444; murió en 1456. |
| 1457                                     | 1471                                     | John Bole OSA                                                             | Nombrado el 2 de mayo y consagrado antes del 13 de junio de 1457; murió el 18 de febrero de 1471; también conocido como John Bull. |
| 1471                                     | 1474                                     | John Foxalls OFM                                                          | Nombrado el 16 de diciembre de 1471 y consagrado más tarde en el mismo mes; murió antes del 23 de noviembre de 1474; también conocido como John Foxholes. |
| 1475                                     | 1477                                     | Edmund Connesburgh                                                        | Nombrado el 5 de junio de 1475 and y consagrado en 1475, sin embargo, no tomó posesión de la sede; Renunció en noviembre de 1477; yse hizo Arzobispo de Chalcedon en 1478; en marzo de 1483 fue nombrado "Arzobispo de la iglesia universal"; actuó como obispo sufragáneo en las diócesis de Ely in 1477, y Exeter en 1502.                                                     |
| 1478                                     | 1513                                     | Ottaviano Spinelli de Palatio DCL                                         | Nombrado el 3 de julio de 1478 y consagrado antes de enero de 1480; murió en junio de 1513. |
| 1513                                     | 1521                                     | John Kite                                                                 | Nombrado el 24 October 1513 y consagrado luego de esa fecha; trasladado a Carlisle el 12 de julio del1521. |
| Source(s):                               |                                          |                                                                           | |

## Arzobispos durante la Reforma
| Arzobispos de Armagh durante la Reforma | Arzobispos de Armagh durante la Reforma | Arzobispos de Armagh durante la Reforma | Arzobispos de Armagh durante la Reforma |
| Desde                                   | Hasta                                   | Ordinario                               | notas |
| --------------------------------------- | --------------------------------------- | --------------------------------------- | --- |
| 1521                                    | 1543                                    | George Cromer [discutido]               | Designado por el papado el 2 de octubre de 1521 y consagrado en diciembre de 1521 o abril de 1522. Después de denunciar inicialmente los decretos de Enrique VIII contra la Iglesia católica, Cromer se sometió a la supremacía real . Suspendido por el papado el 23 de julio de 1539, pero esa suspensión no fue reconocida por el rey, y Cromer continuó en el cargo hasta su muerte el 16 de marzo de 1543. |
| 1539                                    | 1551                                    | Robert Wauchope [discutido]             | Designado por el papado para administrar la sede el 23 de julio de 1539, pero no fue reconocido por el rey. Después de la muerte de Cromer, Wauchope fue consagrada c. 1543 y concedió el palio el 23 de marzo de 1545, pero no pudo tomar el control de la sede. Murió en el exilio en París el 15 de agosto de 1551.                                                                                          |
| 1543                                    | 1551                                    | George Dowdall (primer mandato)         | Nominado por el rey Enrique VIII el 19 de abril de 1543 y consagrada en diciembre de 1543. Se considera que abandonó la Sede antes del 28 de julio de 1551. |
| 1552                                    | 1553                                    | Hugo Goodacre                           | Nominado por el rey Eduardo VI el 28 de octubre de 1552 y consagrado el 2 de febrero de 1553. Murió el 1 de mayo de 1553. |
| 1553                                    | 1558                                    | George Dowdall (segundo mandato)        | Designado por el papado el 1 de marzo de 1553 y concedido las temporalidades por la reina María I el 23 de octubre de 1553. Murió el 15 de agosto de 1558. |
| Fuente(s):                              |                                         |                                         | |

## Arzobispos posteriores a la Reforma
| Arzobispos de Armagh de la Iglesia de Irlanda | Arzobispos de Armagh de la Iglesia de Irlanda | Arzobispos de Armagh de la Iglesia de Irlanda | Arzobispos de Armagh de la Iglesia de Irlanda |
| From                                          | Until                                         | Ordinary                                      | Notes. |
| --------------------------------------------- | --------------------------------------------- | --------------------------------------------- | --- |
| 1558                                          | 1562                                          | Vacante.                                      | Vacante. |
| 1562                                          | 1567                                          | Adam Loftus                                   | Nominado el 30 de octubre de 1562; consagrado el 2 de marzo de 1563; Trasladado a Dublín el 9 de agosto de 1567; murió el 5 de abril de 1605.                         |
| 1568                                          | 1584                                          | Thomas Lancaster                              | Anteriormente obispo de Kildare (1550-1555); nominado el 12 de marzo de 1568; consagrada el 13 de junio de 1568; murió 1584.                                          |
| 1584                                          | 1589                                          | John Longe                                    | Nominado el 7 de julio de 1584; consagrada el 13 de julio de 1584; murió antes del 16 de enero de 1589.                                                               |
| 1589                                          | 1595                                          | John Garvey                                   | Trasladado desde Kilmore; nominado el 24 de marzo de 1589; por patente real el 10 de mayo de1589; murió el 2 de marzo de 1595.                                        |
| 1595                                          | 1613                                          | Henry Ussher                                  | Nominado el 24 de mayo de 1595; consagrado en agosto de 1595; también Archidiácono de Dublín 1580–1613; murió el 2 de abril de 1613.                                  |
| 1613                                          | 1625                                          | Christopher Hampton                           | Nominado el 16 de abril de 1613; consagrado el 8 de mayo de 1613; murió el 3 de enero de 1625.                                                                        |
| 1625                                          | 1656                                          | James Ussher                                  | Trasladado desde Meath; nominado el 29 de enero de 1625; por patente real el 21 de marzo de 1625; también Obispo de Carlisle 1641–1656; murió el 21 de marzo de 1656. |
| 1656                                          | 1661                                          | Vacante.                                      | Vacante. |
| 1661                                          | 1663                                          | John Bramhall                                 | Trasladado desde Derry; nominado el 1 August 1660; patente real el 18 de enero de 1661; murió el 25 de junio de 1663.                                                 |
| 1663                                          | 1678                                          | James Margetson                               | Trasladado de Dublín; nominado el 25 de julio de 1663, por carta patente el 20 de agosto de 1663; murió el 28 de agosto de 1678.                                      |
| 1679                                          | 1702                                          | Michael Boyle                                 | Trasladado de Dublín; nominado el 21 de enero de 1679; por patente real el 27 de febrero de 1679; murió el 10 de diciembre de 1702.                                   |
| 1703                                          | 1713                                          | Narcissus Marsh                               | Trasladado de Dublín; nominado el 26 de enero de 1703; por patente real el 18 de febrero de 1703; murió el 2 de noviembre de 1713.                                    |
| 1713                                          | 1724                                          | Thomas Lindsay                                | Trasladado de Raphoe; nominado el 22 de diciembre de 1713; por patente real el 4 de enero de 1714; murió el 13 de julio de 1724.                                      |
| 1724                                          | 1742                                          | Hugh Boulter                                  | Trasladado de Bristol; nominado el 12 de agosto de 1724; por patente real el 31 de agosto de 1724; murió el 27 de septiembre de 1742.                                 |
| 1742                                          | 1746                                          | John Hoadly                                   | Trasladado de Dublín; nominado el 6 de octubre de 1742; por patente real el 21 de octubre de 1742; murió el 16 de julio de 1746.                                      |
| 1747                                          | 1764                                          | George Stone                                  | Trasladado de Derry; nominado el 28 de febrero de 1747; por patente real el 13 de marzo de 1747; murió el 19 de diciembre de 1764.                                    |
| 1765                                          | 1794                                          | Richard Robinson                              | Lord Rokeby de 1777. Trasladado de Kildare; nominado el 8 de enero de 1765; por patente de letras el 8 de febrero de 1765; [16] murió el 10 de octubre de 1794.       |
| 1795                                          | 1800                                          | William Newcome                               | Trasladado de Waterford y Lismore; nominado el 16 de enero de 1795; por patente real el 27 de enero de 1795; murió el 11 de enero de 1800.                            |
| 1800                                          | 1822                                          | The Hon William Stuart                        | Trasladado desde St David's; nominado 30 October 1800; por patente real, 22 de noviembre de1800; murió6 May 1822.                                                     |
| 1822                                          | 1862                                          | Lord John Beresford                           | Trasladado de Dublín; nominado y por cartas de patente el 17 de junio de 1822; murió el 18 de julio de 1862; primo hermano una vez eliminado a Marcus.                |
| 1862                                          | 1885                                          | Marcus Beresford                              | Trasladado de Kilmore, Elphin y Ardagh; por cartas patente 15 de octubre de 1862; murió el 26 de diciembre de 1885; primo hermano una vez quitado a John.             |
| 1886                                          | 1893                                          | Robert Knox                                   | Trasladado de Down, Connor y Dromore; elegido el 11 de mayo de 1886; murió el 23 de octubre de 1893.                                                                  |
| 1893                                          | 1896                                          | Robert Gregg                                  | Trasladado de Cork, Cloyne y Ross; elegido el 14 de diciembre de 1893; murió el 10 de enero de 1896.                                                                  |
| 1896                                          | 1911                                          | William Alexander                             | Trasladado de Derry y Raphoe; elegido el 25 de febrero de 1896; dimitió el 1 de febrero de 1911; murió el 12 de septiembre de 1911.                                   |
| 1911                                          | 1920                                          | John Crozier                                  | Trasladado de Down, Connor y Dromore; elegido el 2 de febrero de 1911; murió el 11 de abril de 1920.                                                                  |
| 1920                                          | 1938                                          | Charles D'Arcy                                | Trasladado de Dublín; elegido el 17 de junio de 1920; murió el 1 de febrero de 1938.                                                                                  |
| 1938                                          | 1938                                          | Godfrey Day                                   | Trasladado de Ossory, Ferns y Leighlin; 27 de abril de 1938; murió el 26 de septiembre de 1938.                                                                       |
| 1939                                          | 1959                                          | John Gregg                                    | Trasladado de Dublín; elegido el 15 de diciembre de 1938; aceptado el 1 de enero de 1939; dimitió el 18 de febrero de 1959; murió en 1961                             |
| 1959                                          | 1969                                          | James McCann                                  | Trasladado de Meath; elegido el 19 de febrero de 1959; dimitió el 16 de julio de 1969.                                                                                |
| 1969                                          | 1980                                          | George Simms                                  | Trasladado de Dublín; elegido el 17 de julio de 1969; dimitió el 11 de febrero de 1980; murió en 1991.                                                                |
| 1980                                          | 1986                                          | John Armstrong                                | Trasladado de Cashel y Ossory; elegido el 25 de febrero de 1980; renunció en 1986; murió en 1987.                                                                     |
| 1986                                          | 2006                                          | Robin Eames                                   | Trasladado de Down y Dromore; retirado; creó Baron Eames el 25 de agosto de 1995.                                                                                     |
| 2007                                          | 2012                                          | Alan Harper                                   | Trasladado de Connor; elegido el 9 de enero de 2007; entronizado el 16 de marzo de 2007; jubilado el 1 de octubre de 2012.                                            |
| 2012                                          | 2020                                          | Richard Clarke                                | Trasladado de Meath y Kildare; elegido el 3 de octubre de 2012; entronizado el 12 de diciembre de 2012; retirado el 2 de febrero de 2020.                             |
| 2020                                          | presente                                      | John McDowell                                 | Trasladado de Clogher; elegido el 18 de marzo de 2020. |
| Fuente(s):                                    |                                               |                                               | |

### Sucesión católica
| Arzobispos católicos de Armagh | Arzobispos católicos de Armagh | Arzobispos católicos de Armagh         | Arzobispos católicos de Armagh |
| From                           | Until                          | Ordinary                               | Notes. |
| ------------------------------ | ------------------------------ | -------------------------------------- | --- |
| 1558                           | 1560                           | Vacante.                               | Vacante. |
| 1560                           | 1562                           | Donagh O'Tighe                         | Nombrado el 7 de febrero de 1560; consagrado en febrero de 1560; murió 1562; también conocido como Donat O'Teige |
| 1562                           | 1564                           | Vacante.                               | Vacante. |
| 1564                           | 1585                           | Richard Creagh                         | Nombrado el 22 de marzo de 1564; consagrado en la Pascua de 1564; murió como prisionero en la Torre de Londres en enero de 1585. |
| 1585                           | 1587                           | Vacante.                               | Vacante. |
| 1587                           | 1593                           | Edmund MacGauran                       | Trasladado de Ardagh; nombrado el 1 de julio de 1587; murió el 23 de junio de 1593. |
| 1593                           | 1601                           | Vacante.                               | Vacante. |
| 1601                           | 1625                           | Peter Lombard                          | Nombrado el 9 de julio de 1601; nunca vino a Irlanda, sino que permaneció en Roma; murió 1625. |
| 1626                           | 1626                           | Aodh Mac Cathmhaoil                    | Nombrado el 27 de abril de 1626; consagrado el 7 de junio de 1626; murió el 22 de septiembre de 1626. |
| 1626                           | 1628                           | Vacante.                               | Vacante. |
| 1628                           | 1653                           | Hugh O'Reilly                          | Trasladado de Kilmore; designado por tres actos consistoriales: de 5 de mayo, 31 de julio y 31 de agosto de 1628; murió en febrero de 1653. |
| 1653                           | 1658                           | Vacante.                               | Vacante. |
| 1658                           | 1669                           | Edmund O'Reilly                        | Nombrado el 16 de abril de 1658; consagrado el 26 de mayo de 1658; murió el 8 de marzo de 1669. |
| 1669                           | 1681                           | San Oliver Plunkett                    | Nombrado el 9 de julio de 1669; breve papal del 3 de agosto de 1669; consagrado el 1 de diciembre de 1669; ejecutado el 1 de julio de 1681; canonizado el 12 de octubre de 1975. |
| 1681                           | unknown                        | (Edward Drumgoole, vicario apostólico) | Nombrado vicario apostólico por breve papal el 19 de diciembre de 1681. |
| 1683                           | 1707                           | Dominic Maguire OP                     | Nombrado el 14 de diciembre de 1683; breve papal 12 de enero de 1684; murió el 21 de septiembre de 1707. |
| 1707                           | 1715                           | Vacante.                               | Vacante. |
| 1715                           | 1737                           | Hugh MacMahon                          | Trasladado de Clogher; nombrado el 6 de agosto de 1715; breve papal de 9 de julio de 1715; también fue administrador apostólico de Dromore entre 1731 y 1737; murió el 2 de agosto de 1737.                                                                                         |
| 1737                           | 1747                           | Bernard MacMahon                       | Trasladado de Clogher; nombrado el 8 de noviembre de 1737; también fue administrador apostólico de Dromore entre 1737 y 1747; murió el 27 de mayo de 1747. |
| 1747                           | 1748                           | Ross MacMahon                          | Trasladado de Clogher el 3 de agosto de 1747; murió el 29 de octubre de 1748. |
| 1749                           | 1758                           | Michael O'Reilly                       | Trasladado de Derry; nombrado el 23 de enero de 1749; murió 1758. |
| 1758                           | 1787                           | Anthony Blake                          | Trasladado de Ardagh y Clonmacnoise; nombrado el 21 de agosto de 1758; murió el 11 de noviembre de 1787. |
| 1787                           | 1818                           | Richard O'Reilly                       | Nombrado arzobispo coadjutor el 26 de febrero de 1782; sucedió el 11 de noviembre de 1787; murió el 31 de enero de 1818. |
| 1819                           | 1832                           | Patrick Curtis                         | Nombrado el 8 de agosto de 1819; consagrado el 28 de octubre de 1819; murió el 26 de julio de 1832. |
| 1832                           | 1835                           | Thomas Kelly                           | Trasladado de Dromore; nombrado arzobispo coadjutor el 1 de diciembre de 1828; sucedió el 26 de julio de 1832; murió el 13 de enero de 1835. |
| 1835                           | 1849                           | William Crolly                         | Trasladado de Down y Connor; nombrado el 12 de abril de 1835; murió el 6 de abril de 1849. |
| 1849                           | 1852                           | Paul Cullen                            | Nombrado el 19 de diciembre de 1849; consagrado el 24 de febrero de 1850; Trasladado a Dublín el 1 de mayo de 1852, donde posteriormente se convirtió en el primer cardenal irlandés el 22 de junio de 1866.                                                                        |
| 1852                           | 1866                           | Joseph Dixon                           | Nombrado el 4 de octubre de 1852; consagrado el 21 de noviembre de 1852; murió el 29 de abril de 1866. |
| 1866                           | 1869                           | Michael Kieran                         | Nombrado el 6 de noviembre de 1866; consagrado el 3 de febrero de 1867; murió el 15 de septiembre de 1869. |
| 1870                           | 1887                           | Daniel McGettigan                      | Trasladado de Raphoe; nombrado el 11 de marzo de 1870; murió el 3 de diciembre de 1887. |
| 1887                           | 1924                           | Cardenal Michael Logue                 | Trasladado de Raphoe; nombrado arzobispo coadjutor el 30 de abril de 1887; sucedió el 3 de diciembre de 1887; creado cardenal el 19 de enero de 1893; murió el 19 de noviembre de 1924.                                                                                             |
| 1924                           | 1927                           | Cardenal Patrick O'Donnell             | Trasladado de Raphoe; nombrado arzobispo coadjutor el 14 de febrero de 1922; sucedió el 19 de noviembre de 1924; creado cardenal el 14 de diciembre de 1925; murió el 22 de octubre de 1927.                                                                                        |
| 1928                           | 1945                           | Cardenal Joseph MacRory                | Trasladado de Down y Connor; nombrado el 22 de junio de 1928; creado cardenal el 16 de diciembre de 1929; murió el 13 de octubre de 1945. |
| 1946                           | 1963                           | Cardenal John D'Alton                  | Trasladado de Meath; nombrado el 25 de abril de 1946; creado cardenal el 12 de enero de 1953; murió el 1 de febrero de 1963. |
| 1963                           | 1977                           | Cardenal William Conway                | Anteriormente obispo auxiliar de Armagh 1958–1963; nombrado arzobispo el 9 de septiembre de 1963; creado cardenal el 22 de febrero de 1965; murió el 17 de abril de 1977. |
| 1977                           | 1990                           | Cardenal Tomás Ó Fiaich                | Nombrado el 22 de agosto de 1977; consagrado el 2 de octubre de 1977; creado cardenal el 30 de junio de 1979; murió el 8 de mayo de 1990. |
| 1990                           | 1996                           | Cardenal Cahal Daly                    | Trasladado de Down y Connor; nombrado el 6 de noviembre de 1990; creado cardenal el 28 de junio de 1991; jubilado el 1 de octubre de 1996; murió el 31 de diciembre de 2009. |
| 1996                           | 2014                           | Cardenal Seán Brady                    | Nombrado arzobispo coadjutor el 13 de diciembre de 1994 y consagrado el 19 de febrero de 1995; sucedió como arzobispo el 1 de octubre e instaló el 3 de noviembre de 1996; creado cardenal el 24 de noviembre de 2007 y renuncia como arzobispo aceptada el 8 de septiembre de 2014 |
| 2014                           | presente                       | Eamon Martin                           | Nombrado arzobispo coadjutor el 18 de enero de 2013 y consagrado el 21 de abril de 2013; sucedió como arzobispo el 8 de septiembre de 2014. |
| Fuente(s):                     |                                |                                        | |